# Amsterdams kanaler
Amsterdam har kallats "Nordens Venedig" för sina över hundra kilometer kanaler, omkring 90 öar och 1600 broar . De tre huvudkanalerna, Herengracht, Prinsengracht och Keizersgracht, som grävdes på 1600-talet under Dutch Golden Age, bildar koncentriska bälten omkring staden, kallade grachtengordel. Längs med huvudkanalerna finns 1550 monumentala byggnader. 1600-talets kanalringområde innanför Singelgracht fick världsarvsstatus 2010.

## Historia
.

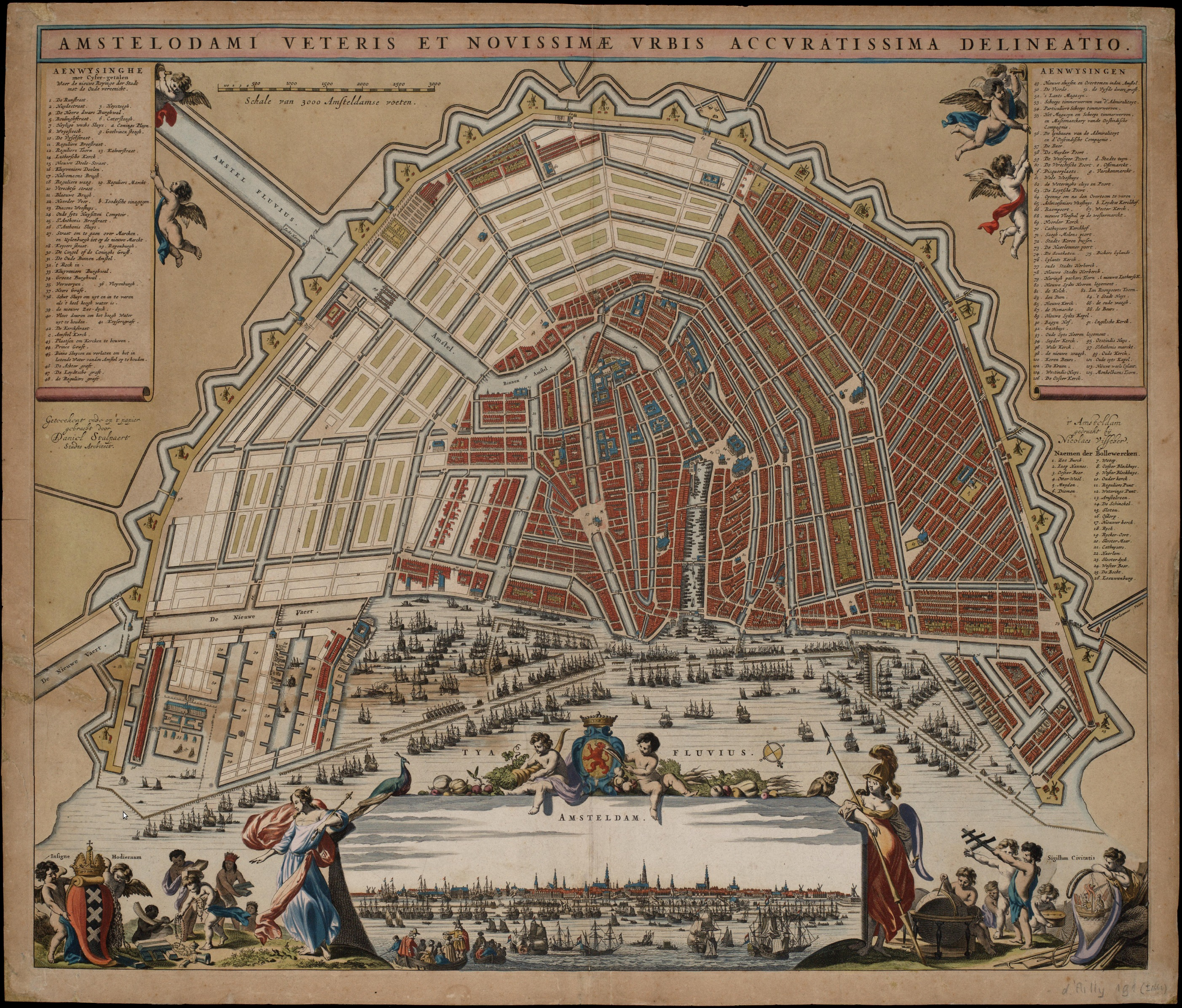
En karta över Amsterdam och dess kanaler från 1662.

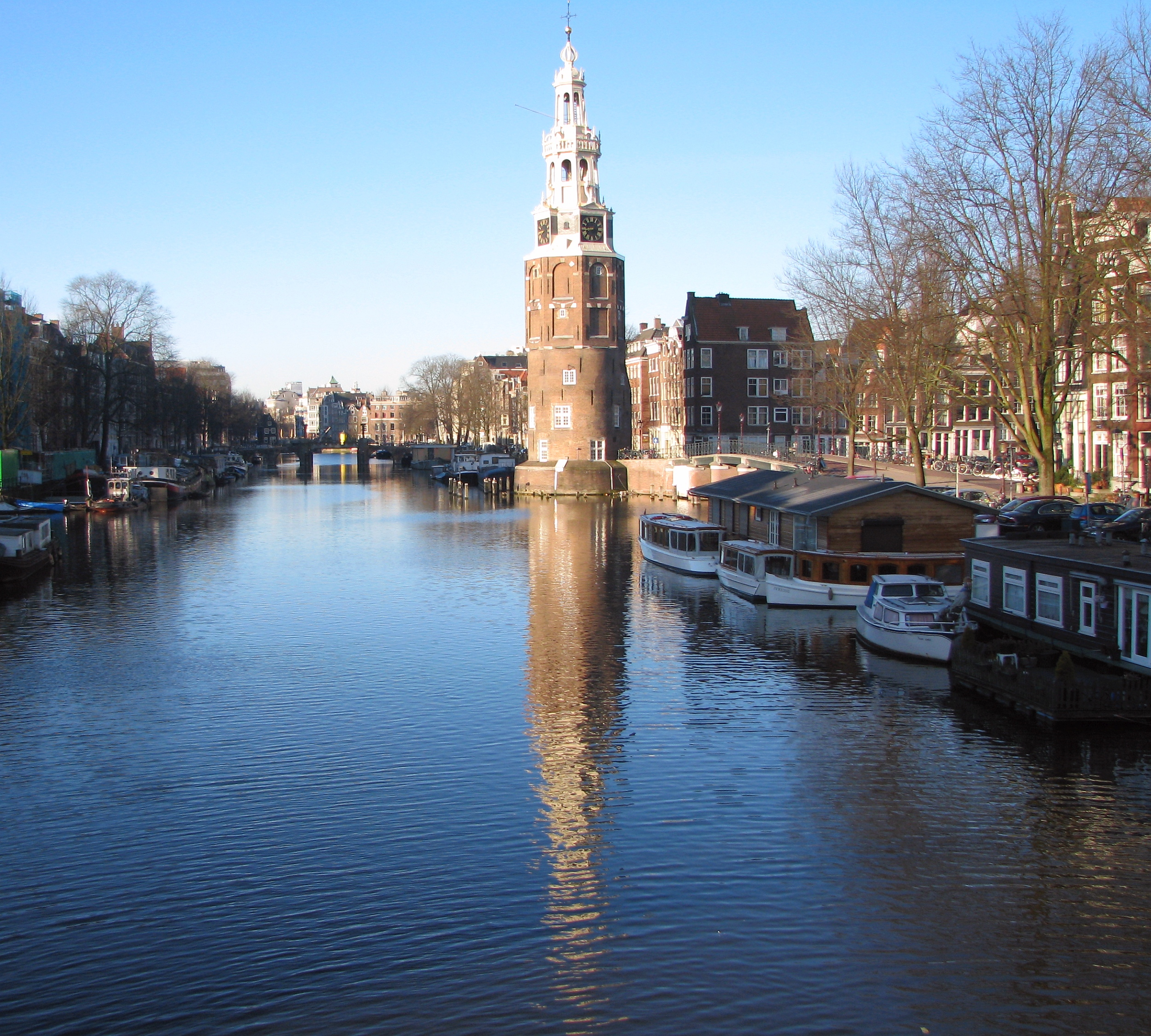
Kanalen Oude Schans med Montelbaan tornet från 16-talet i Amsterdam

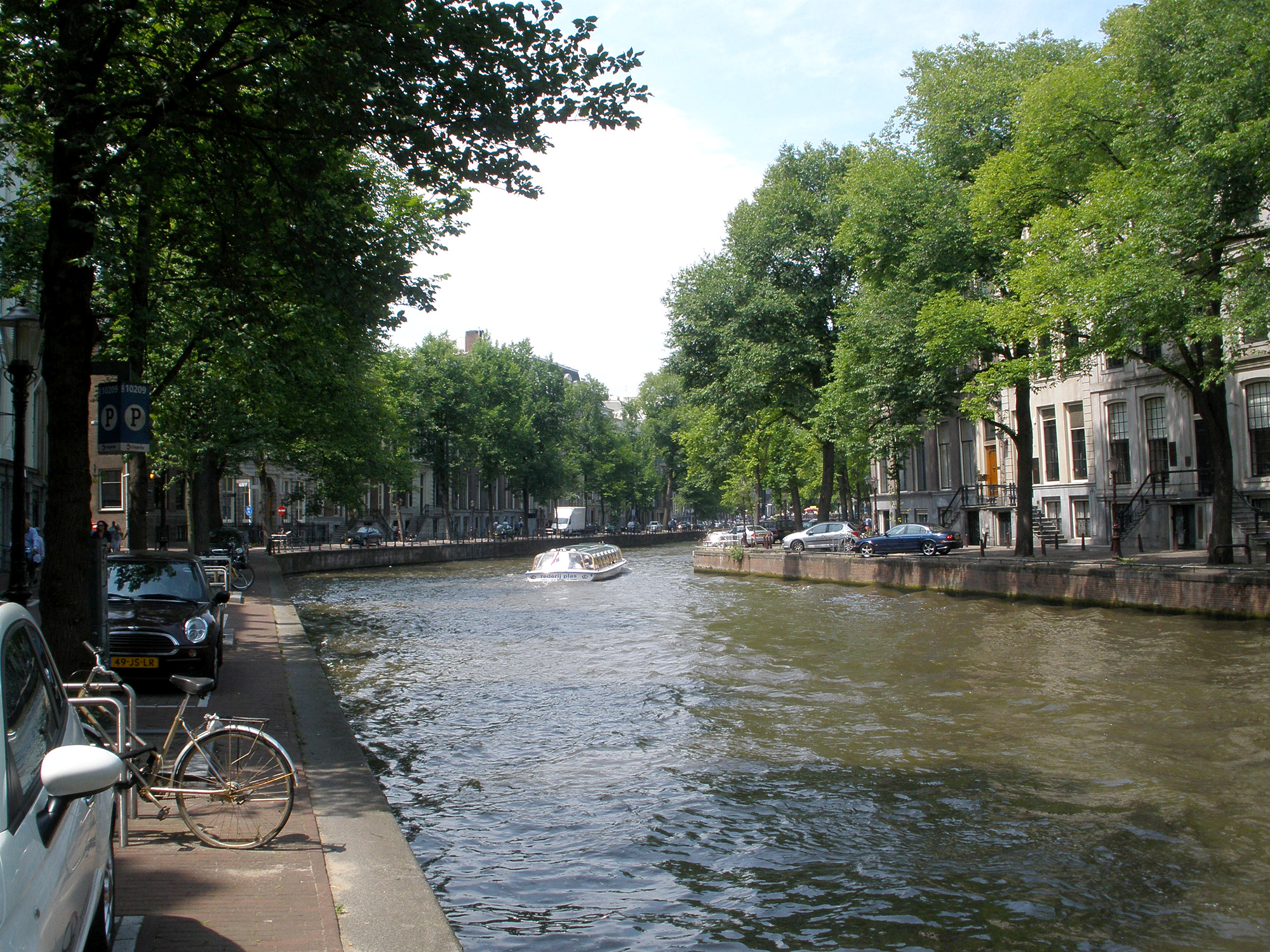
Gouden Bocht

Stora delar av Amsterdams kanalsystem är det framgångsrika resultatet av stadsplanering. I början av 1600-talet, när immigrationen nådde rekordnivåer, sattes en omfattande plan ihop, som verkade för fyra stora, koncentriska halvcirklar med kanaler där deras ändar vilade på floden IJ. Känd under namnet "grachtengordel",, är tre av kanalerna i huvudsak för bostadsområden (Herengracht (‘’Herrarnas kanal’’); Keizersgracht (‘’Kejsarnas kanal’’); och Prinsengracht ‘’Prinsarnas kanal’’), och en fjärde, yttre kanal, dagens Nassau/Stadhouderskade, för försvar och vattenförvaltning. 
I planen ingick även framtida sammankopplingskanaler längs radii; ett serie parallella kanaler i kvarteret Jordaan (i första hand för godstransporter, exempelvis öl); konverteringen av en existerande, inre kanal (Singel) från försvarsändamål till utveckling av nya bostadsområden och kommersiella byggnader, samt fler än ett hundra broar. Försvarsändamålet med Nassau/Stadhouderskade bestod av vallgrav och jordvallar, med portar på genomfartspunkter men i övrigt inget kraftigt murverk.
Byggnationen skedde från väster till öster, genom hela planområdets bredd, likt en gigantisk vindrutetorkare som historikern Geert Mak kallar det – inte från mitten och utåt som en populär myt säger. Byggandet av nordvästra sektorn inleddes 1613 och var klar omkring 1625. Efter 1664, påbörjades byggandet i södra sektorn, men långsamt på grund av ekonomisk depression. Östra delen av den koncentriska kanalplanen, som täckte området mellan floderna Amstel och IJ, genomfördes inte på lång tid. Under de följande århundradena, blev marken till större delen park, Botaniska trädgården i Amsterdam, ålderdomshem, teatrar och andra offentliga byggnader - och för vattenvägar utan större planering. Flera delar av staden och det tätbebyggda området är poldrar, som märks genom dess namnsuffix -meer som betyder 'sjö', såsom Aalsmeer, Bijlmermeer, Haarlemmermeer och Watergraafsmeer.

## Betydande kanaler i Kanalbältet
Inifrån och utåt, ligger kanalerna som följer:

### Singel

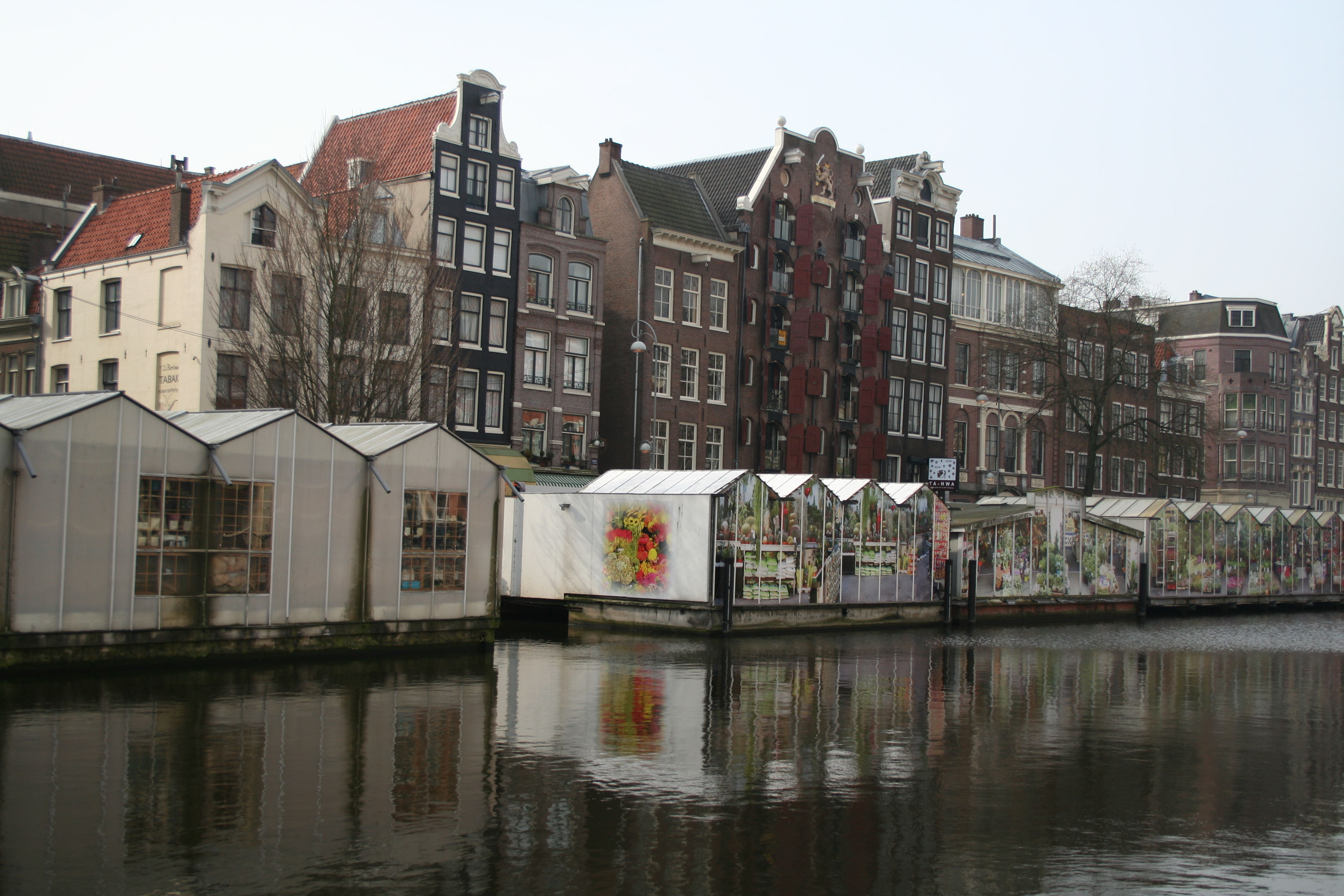
Singel med Bloemenmarkt (blomstermarknaden) i Amsterdam

Singel omslöt medeltidens Amsterdam. Den fungerade som vallgrav omkring staden från 1480 och fram till 1585, då Amsterdam expanderade utanför Singel. Kanalen går från IJ, nära Amsterdam Centraal (centralstation), till Muntplein, där den möter floden Amstel. Den är idag den innersta kanalen av Amsterdams halvcirkulära kanalringar. 
Kanalen ska inte förväxlas med Singelgracht, som blev den stadens yttre gräns under Nederländska stormaktstiden på 1600-talet.

### Herengracht
Herengracht (Herrarnas kanal) är den första av de tre större kanalerna i centrala Amsterdam. Kanalen har fått sitt namn efter de "heren regeerders" som styrde staten på 1500- och 1600-talet. Den mest fashionabla delen kallas Gouden Bocht (guldböjen) , med många extra breda stadshus med inre gårdar och vagnshus ut mot Keizersgracht.

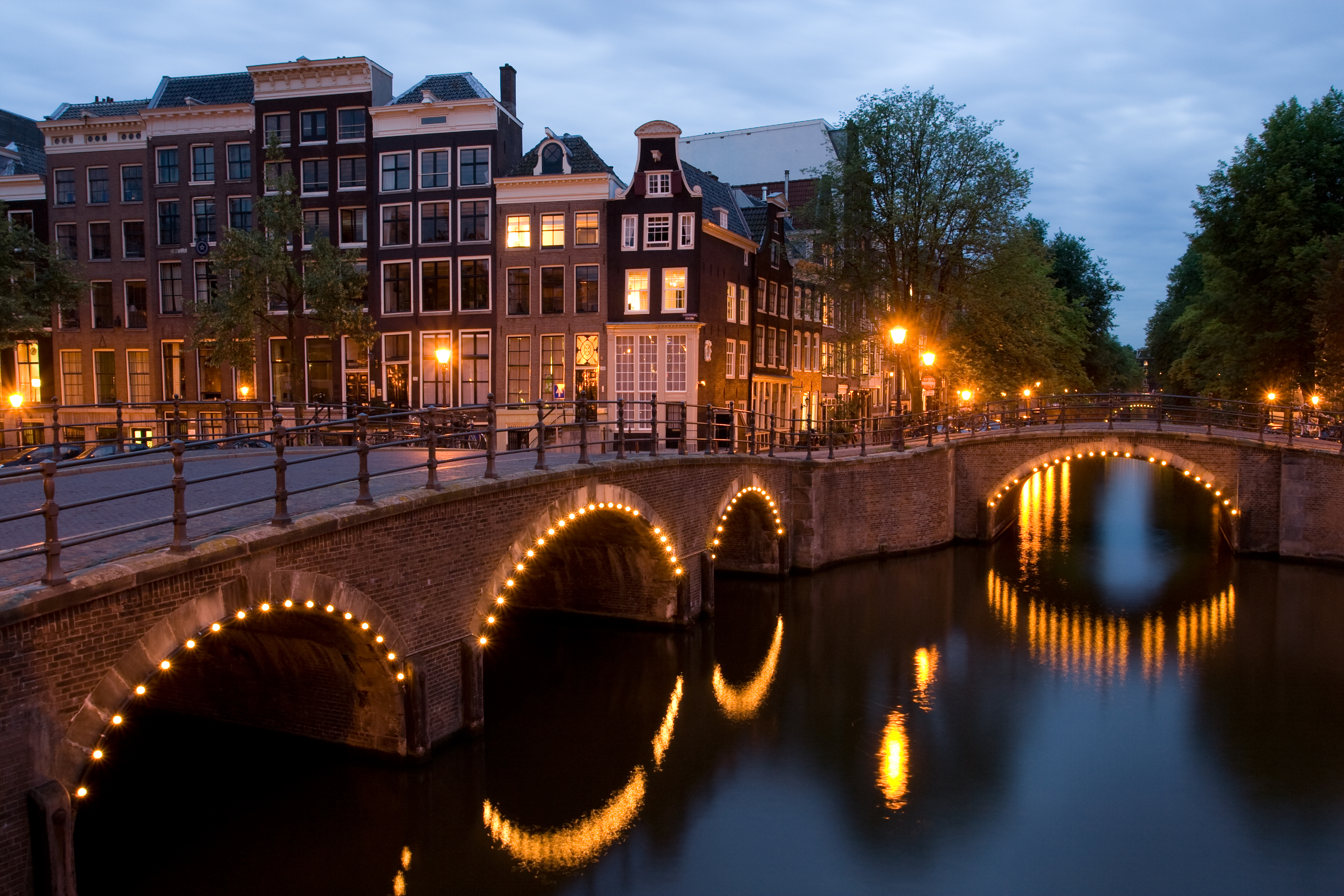
Keizersgracht in Amsterdam

### Keizersgracht
Keizersgracht (Kejsarens kanal) är den andra och bredaste av de tre stora kanalerna i centrala Amsterdam och ligger mellan Herengracht och Prinsengracht. Den har fått sitt namn efter Maximilian I.

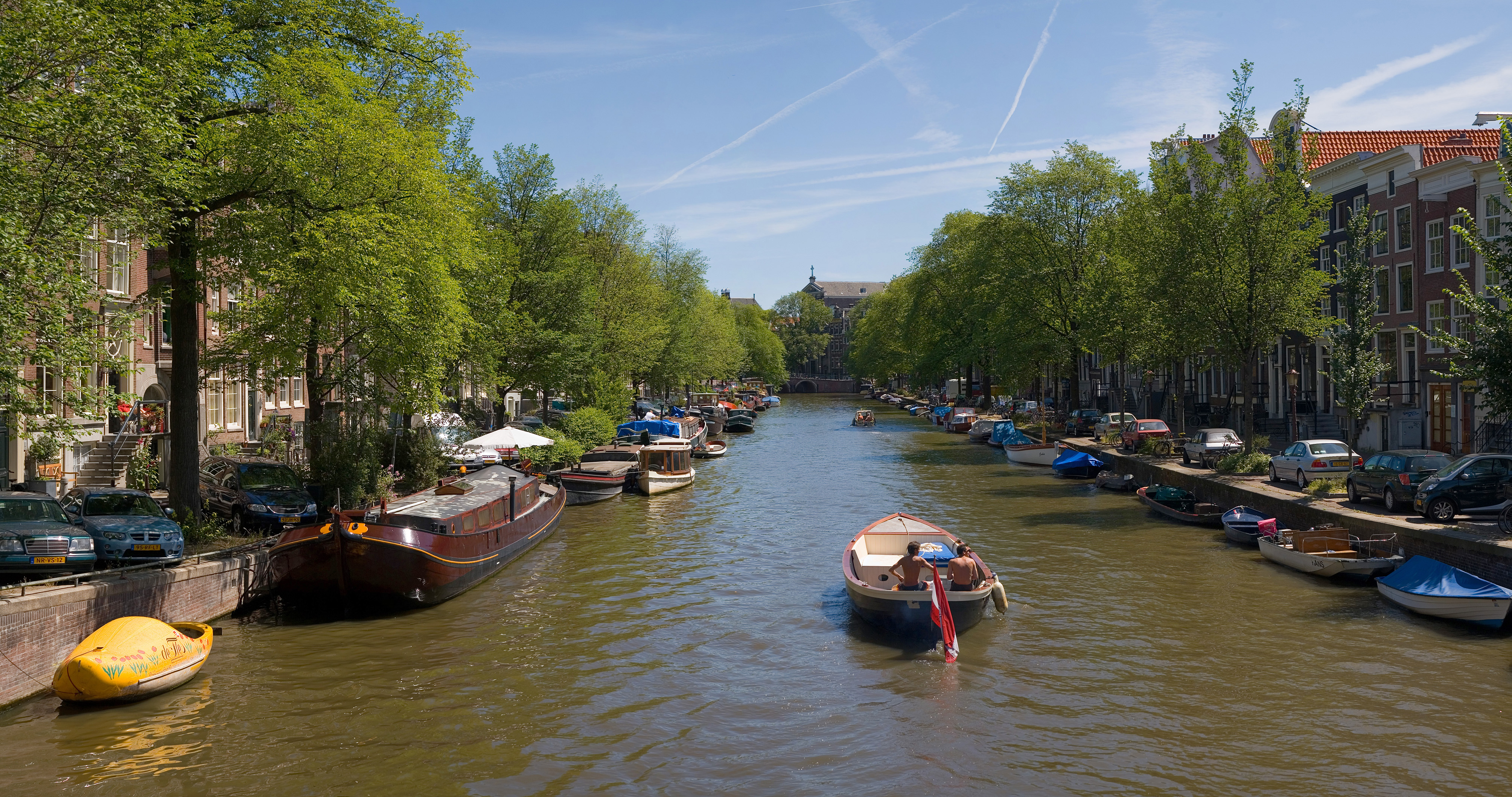
Prinsengracht

### Prinsengracht
Prinsengracht (Prinsens kanal) är den fjärde och längsta av huvudkanalerna i Amsterdam. Den har fått sitt namn efter Vilhelm I av Oranien. Större delen av kanalhusen längs den byggdes under Nederländska stormaktstiden. Broarna över denna kanal ansluter inte till gatorna i Jordaan. 
Större sevärdheter längs Prinsengracht är bland andra Noorderkerk (Norra kyrkan), Noordermarkt (Norra marknaden), Anne Franks hus och Westerkerk (Västra kyrkan, Amsterdams högsta kyrka).

## Andra kanaler

### Zwanenburgwal
Zwanenburgwal är en kanal och gata i centrala Amsterdam. Målaren Rembrandt och filosofen Spinoza bodde här. 2006 blev den i en omröstning utsedd till en av de vackraste gatorna i Amsterdam av läsarna i Het Parool, en lokal dagstidning.
Zwanenburgwal rinner från Sint Antoniessluis slussport (mellan gatorna Sint Antoniesbreestraat och Jodenbreestraat) till Amstel. Kanalen hette ursprungligen Verversgracht ("färgarnas kanal"), efter textilindustrin som en gång dominerade denna del av staden. Färgade textilier hängdes längs kanalen ut för att torka.

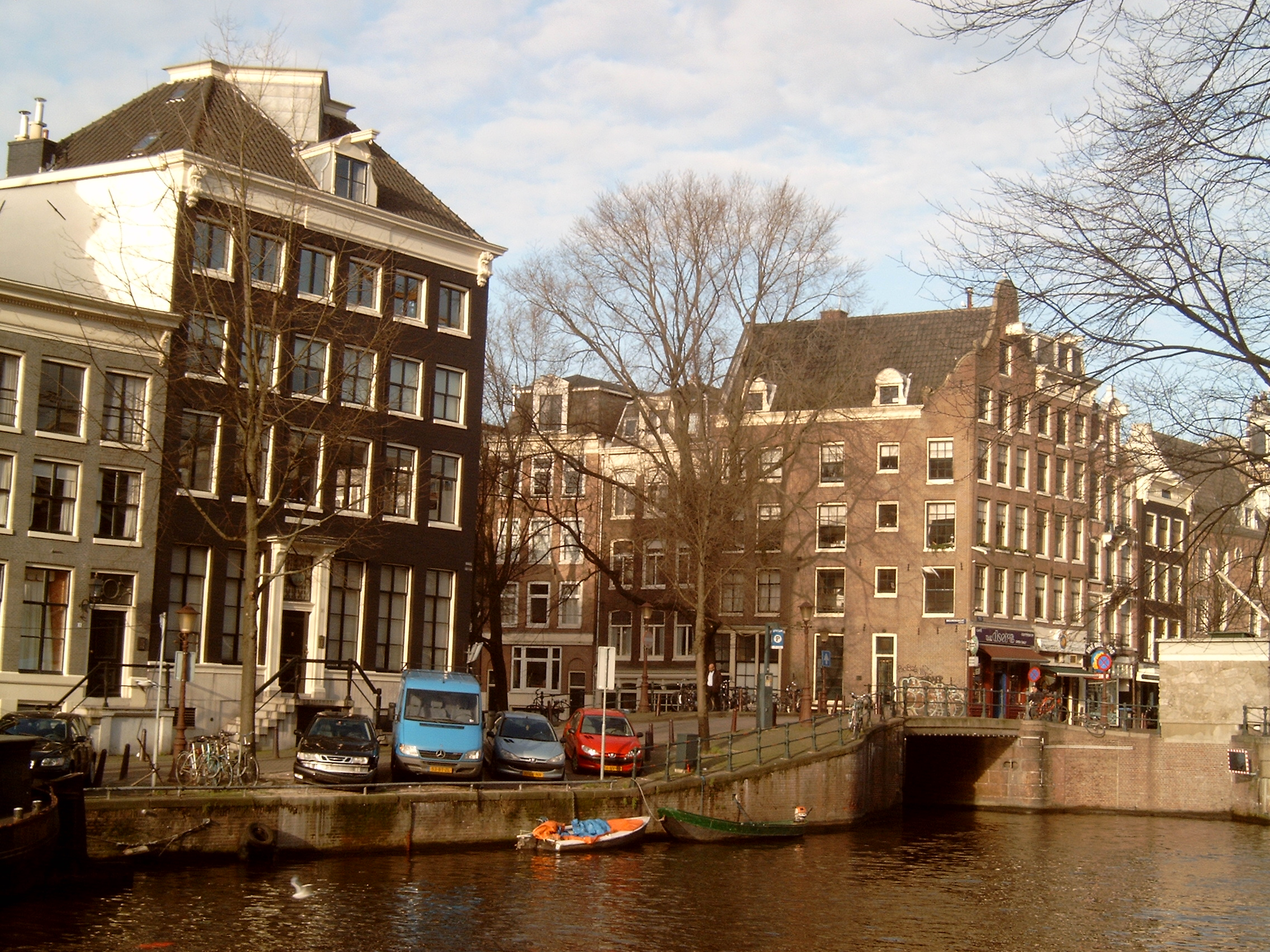
Brouwersgracht

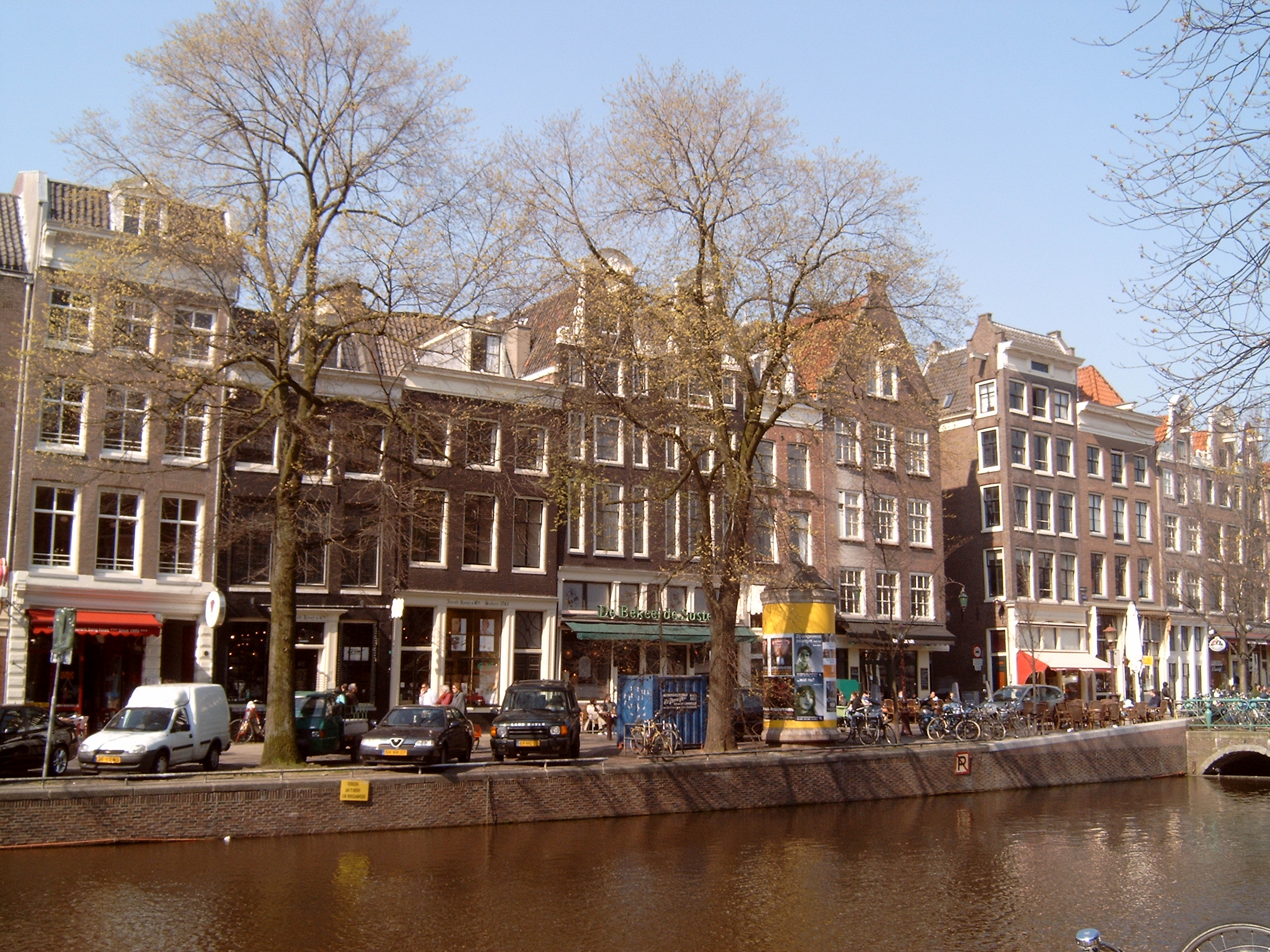
Kloveniersburgwal

### Brouwersgracht
Brouwersgracht är en kanal i centrala Amsterdam och är en del av kanalbältet som kopplar samman Singel, Herengracht, Keizergracht och Prinsengracht och markerar den norra gränsen av kanalbältet.
Brouwersgracht utsågs till den vackraste gatan i Amsterdam av läsare i Het Parool, en lokal dagstidning.

### Kloveniersburgwal
Kloveniersburgwal är en kanal som går söderut från Nieuwmarkt till Amstel invid gränsen till den medeltida staden. Östra sidan befolkades på 1600-talet och har ett fåtal större hus, likt 
Trippenhuis, som idag innehas av KNAW. Kloveniersburgwal var populärt bland administratörerna på Holländska Ostindiska Kompaniet, då det låg nära dess nervcenter på Oude Hoogstraat och dess lagerbyggnad.

### Brantasgracht, Lamonggracht, Majanggracht och Seranggracht

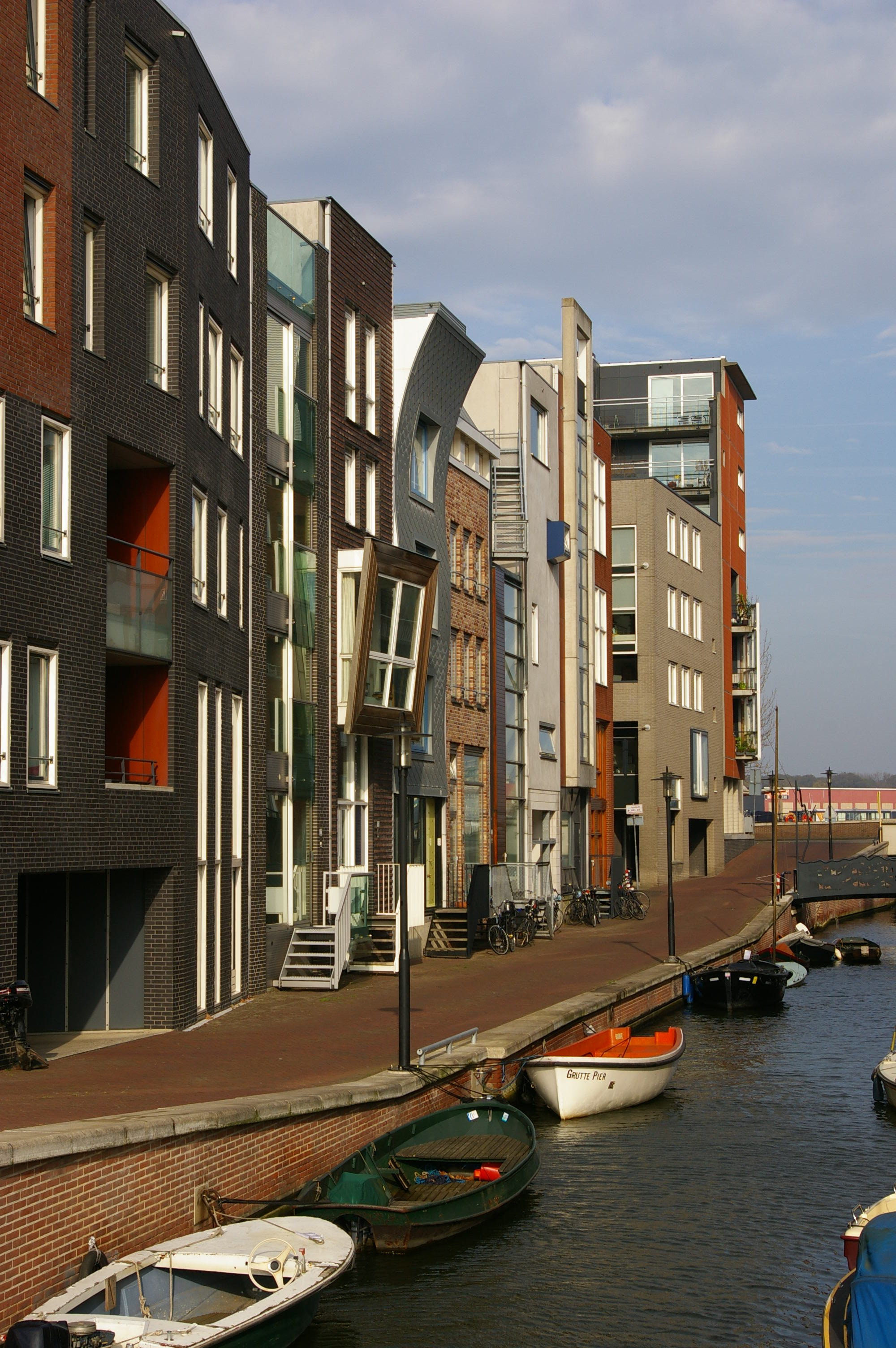
Lamonggracht

Dessa fyra kanaler är de nyaste i Amsterdam, byggda på Java Island 1995, en konstgjord ö i IJ, nordost om stadens centrum. Kanalerna kantas av moderna tolkningar av Amsterdams klassiska kanalhus, som ritades av 19 unga nederländska arkitekter. Varje hus är 4,5 meter brett och 4 eller 5 våningar höga, men husens design är helt unika och är ofta avbildade i turistguider trots de ligger vid sidan om de platser där de flesta turisterna rör sig. Nio utsmyckade metallbroar, ritade av konstnärsparet Guy Rombouts och Monika Droste, korsar kanalerna för gångtrafikanter och cyklister.

### Fotnoter
1. ↑  ”Amsterdamhotspots.nl”. Arkiverad från originalet den 4 april 2007. https://web.archive.org/web/20070404161938/http://www.amsterdamhotspots.nl/architecture.html. Läst 19 april 2007.
2. ↑  ”Amsterdam Tourist Information - Seven Bridges Festival”. Arkiverad från originalet den 15 maj 2007. https://web.archive.org/web/20070515054602/http://www.amsterdamtourist.nl/en/home/Feel%20the%20Rhythm/Pop%20%20Jazz%20%20%20World%20music/article/xp/content_artikel.enfeelmusicevent-jazz-sevenbridgesfestival/default.aspx. Läst 19 april 2007.
3. ↑  ”World Executive City Guides - Amsterdam”. Arkiverad från originalet den 2 februari 2009. https://web.archive.org/web/20090202034203/http://www.worldexecutive.com/cityguides/amsterdam/. Läst 19 april 2007.
4. ↑  ”Job Cohen, Mayor of Amsterdam 2006”. WorldMayor.com. http://www.worldmayor.com/essays06/amsterdam_essay06.html. Läst 16 augusti 2010.
5. ↑  ”Monumenten Amsterdam”. Staden Amsterdam. Arkiverad från originalet den 8 februari 2008. https://web.archive.org/web/20080208132713/http://www.bmz.amsterdam.nl/adam/uk/intro/intro.html. Läst 22 februari 2008.
6. ↑  http://whc.unesco.org/en/list/1349/
7. ↑  ”Grachtengordel”. Arkiverad från originalet den 4 januari 2014. https://web.archive.org/web/20140104235208/http://www.jlgrealestate.com/English/Amsterdam/Grachtengordel/#. Läst 16 augusti 2010.
8. ↑  Taverne, E. R. M. (1978). In ‘t land van belofte, in de nieue stadt: ideaal en werkelijkheid van de stadsuitleg in de Republiek, 1580-1680 (In the land of promise, in the new city: ideal and reality of the city lay-out in the [Dutch] Republic, 1580-1680). Maarssen: Schwartz. ISBN 90-6179-024-7
9. ↑  Mak, G. (1995). Een kleine geschiedenis van Amsterdam. Amsterdam/Antwerp: Uitgeverij Atlas. ISBN 90-450-1232-4
10. ↑  ”Monumenten Amsterdam”. Monumenten en Archeologie Amsterdam. City of Amsterdam. Arkiverad från originalet den 7 april 2007. https://web.archive.org/web/20070407081115/http://www.bmz.amsterdam.nl/cgi-bin/database.pl. Läst 15 april 2007.
11. ↑  Het Parool: Mooiste Amsterdamse straat (Dutch)
12. ↑  Holland.com: Brand New Canals